# Gluconato de sodio
El gluconato de sodio es un compuesto con la fórmula NaC6H11O7. Se trata de un polvo incoloro blanco que es muy soluble en agua. Es la sal de sodio del ácido glucónico. Es un aditivo alimentario que cuenta con el código E576. Además, el gluconato de sodio es ampliamente utilizado en el teñido de textiles y, como buen agente quelante que es,  se usa también como agente de limpieza en superficies de acero, para botellas de vidrio, y en la industria del cemento, recubrimiento de superficies metálicas y teñido de alúmina. 
En la industria de los fertilizantes también se emplea como agente quelante de diferentes metales que son esenciales para la nutrición de las plantas.

## Extracción y presentación
El gluconato de sodio se produce industrialmente mediante la oxidación de glucosa o materias primas que contienen glucosa como el jarabe de maíz u otros derivados similares de un alto contenido en dicho azúcar con hidróxido de sodio o acetato de sodio. La glucosa se puede oxidar química, electrolíticamente o bioquímicamente (por ejemplo, por fermentación).

## Propiedades
El gluconato de sodio es un sólido cristalino blanco y casi inodoro que es fácilmente soluble en agua. A temperaturas superiores a aproximadamente 200 °C, el compuesto se descompone. El compuesto es resistente a la hidrólisis, incluso a altas temperaturas y valores de pH.

## Uso
El gluconato de sodio es un buen quelante a pH alcalino arriba de 13.  Tiene una amplia gama de aplicaciones industriales, que incluyen teñido textil, tratamiento de agua y como limpiador de botellas de vidrio en conjunto con otros ingredientes como sosa caustica y surfactantes. También se usa como agente antioxidante en la metalurgia y como aditivo en el cemento. El efecto purificador del gluconato de sodio se basa en la formación de complejos de iones metálicos que son estables en el medio alcalino. Esto se utiliza para desoxidar acero en presencia de sosa caustica, cobre y sus aleaciones, para desengrasar o grabar aluminio y para deszonar piezas de trabajo. Entre 95 y 100 °C, se reemplazan las capas de pintura y barniz. Se utiliza en alimentos para enmascarar el sabor amargo de los edulcorantes, para mejorar la hinchazón y la solubilidad de los productos lácteos y como regenerador de electrolitos.
El compuesto se considera inofensivo.